# Modelo de Xunquim
O modelo de Xunquim ou modelo de Chongqing refere-se a uma série de políticas sociais e econômicas adotadas na megalópole chinesa de Xunquim. É mais intimamente associado com Bo Xilai, que serviu como secretário do Partido Comunista da China da cidade entre os anos de 2007 e 2012, embora algumas políticas tenham sido postas em prática pelos antecessores de Bo. 
O modelo de Xunquim foi caracterizado em parte pelo aumento do controle estatal e pela promoção de uma ideologia neo-esquerdista. Envolveu uma campanha abrangente e às vezes extrajudicial contra o crime organizado, aumentando a segurança e a presença policial na cidade. Como forma de lidar com a decadência da moralidade pública, Bo lançou um movimento de "cultura vermelha" para promover uma ética de cunho maoista. Na questão econômica, buscou ativamente atrair o investimento estrangeiro e deu foco na produção para consumo doméstico. O modelo de Xunquim também foi caracterizado por massivos programas de obras públicas, moradia subsidiada para os mais pobres e um conjunto de políticas sociais destinadas a facilitar a mudança de cidadãos rurais para as cidades. 
O modelo de Xunquim representou um modelo alternativo de desenvolvimento em relação às políticas adotadas pelo Partido Comunista durante a direção da facção reformista liderada pelo então Secretário-Geral do Partido Comunista da China, Hu Jintao, e por seu primeiro-ministro, Wen Jiabao. Quando Bo Xilai foi removido de seus postos durante a primavera de 2012, as autoridades locais deram início a uma campanha para reverter várias das políticas que eram características do modelo de Xunquim, inclusive reprimindo expressões da chamada "cultura vermelha". Diversos indivíduos, que afirmavam ter sofrido perseguição durante a campanha anticorrupção, começaram a buscar uma espécie de reparação legal. 

## Contexto
Bo Xilai, filho de um dos Oito Imortais do Partido Comunista da China, Bo Yibo, foi nomeado Secretário do Partido Comunista de Xunquim durante o 17º Congresso do Partido, realizado em outubro de 2007. Seu antecessor, Wang Yang, foi transferido para a direção do Partido Comunista na província de Cantão. Nesse período, Xunquim estava se recuperando de diversos problemas, como uma forte poluição do ar e da água, altas taxas de desemprego, problemas na saúde pública e complicações na Hidrelétrica das Três Gargantas.  Antes da nomeação, Bo atuou como Ministro do Comércio. A princípio, Bo foi relutante em assumir o cargo de Xunquim, já que era considerado como uma forma de "rebaixamento"; principalmente por ele esperar que se tornaria vice-premier. 
Embora Bo estivesse insatisfeito com sua transferência para secretário do Partido Comunista de Xunquim, ele logo resolveu usar sua nova posição como base para retornar a um cargo nacional mais elevado.  Bo não escondeu o seu desejo de ingressar como nono membro do Comitê Permanente do Politburo durante o 18º Congresso do Partido realizado em 2012, quando era esperado que sete dos nove membros do comitê, incluindo o então Secretário-Geral Hu Jintao e o Primeiro-Ministro Wen Jiabao, se aposentassem. A transição seria uma oportunidade para Bo juntar-se ao mais alto escalão da liderança nacional, provavelmente como substituto de seu aliado Zhou Yongkang, chefe do aparato de segurança do partido.
Bo usou sua liderança em Xunquim para ser o precursor do "Modelo de Xunquim" - um conjunto de políticas sociais e econômicas com o objetivo de enfrentar os diversos desafios enfrentados pela China moderna. O modelo de Xunquim foi o representante de uma forma de crítica às políticas favorecidas pela facção reformista dominada por Wen Jiabao e Hu Jintao. Também é constantemente contrastado com o Modelo de Cantão, defendido pelo antecessor de Bo e seu oponente político,  Wang Yang. Enquanto o modelo de Xunquim enfatizava o papel do Estado na vida econômica e social, o modelo de Cantão é caracterizado por ser politicamente e economicamente mais liberal.

### Repressão ao crime organizado
O mandato de Bo em Xunquim foi dominado por uma guerra ostensiva e prolongada contra o crime organizado e a corrupção conhecida como "Striking Black" ("Da Hei "). Desde 2009, estima-se que 5.700 pessoas foram presas nessa campanha, não apenas criminosos, mas também empresários, membros da força policial, juízes, funcionários do governo e adversários políticos que foram acusados de corrupção ou colaboração com organizações criminosas. A campanha foi supervisionada pelo então chefe de polícia e vice-prefeito Wang Lijun, com quem Bo havia trabalhado anteriormente na província de Liaoning. Relatórios da Fundação Jamestown sugerem que a iniciativa recebeu a aprovação do secretário-geral Hu Jintao, e Bo fez um balanço cuidadoso entre reivindicar o crédito pela campanha e elogiar a liderança de Pequim por sua campanha de repressão ao crime.
A campanha obteve reconhecimento nacional e alavancou a popularidade de Bo em Xunquim - em especial por causa da reputação da cidade como centro de atividades criminosas. O aparente sucesso da campanha aumentou a reputação nacional e internacional de Bo e acabou resultando em convites para a realização de uma campanha nacional baseada em suas experiências em Xunquim. Após a campanha, Bo ganhou o apoio de diversos membros poderosos do Comitê Permanente do Politburo, incluindo Wu Bangguo, Jia Qinglin, Li Changchun, Xi Jinping e Zhou Yongkang, que haviam visitado Xunquim ou feito elogios às conquistas de Bo entre 2010 e 2011.
Por outro lado, as medidas de Bo foram criticadas por negligenciarem o devido processo legal e contribuir para o enfraquecimento do estado de direito. "Para todos os efeitos", escreveu Stanley Lubman no The Wall Street Journal, a campanha "envolveu o uso indevido dos tribunais e da polícia". Indivíduos que eram considerados alvos, foram arbitrariamente detidos pelas autoridades, e estima-se que cerca de 1.000 deles foram enviados para trabalhos forçados. Advogados de acusados teriam sido intimidados; sendo que um deles foi condenado a 18 meses de prisão. Alegações também foram feitas a respeito do uso de tortura para extrair confissões. Além disso, muitos dos alvos da campanha não eram criminosos, mas empresários e rivais políticos cujos ativos teriam sido apreendidos para ajudar a financiar os programas de habitação popular de Bo. O Wall Street Journal informou que as estimativas são de que um total de 11 bilhões de dólares foram apreendidos durante a campanha. Li Jun, um empresário fugitivo, disse ao Financial Times que as forças de segurança de Xunquim confiscaram seu negócio imobiliário de 700 milhões de dólares e o torturaram como retaliação por tentar comprar terras que também eram cobiçadas pelo governo. Um microantblogger foi condenado a um ano em campo de trabalho por criticar o suposto abuso que houve do sistema judiciário durante a campanha.
A campanha para combater o crime e manter a estabilidade política também envolveu o lançamento de uma grande operação de vigilância eletrônica na cidade. Wang Lijun, o chefe de polícia de Bo, serviu como arquiteto do projeto estatal, descrito na mídia oficial como um "abrangente pacote de sistema de escuta cobrindo das telecomunicações à internet". O sistema envolvia escutas telefônicas, escutas e monitoramento de comunicações de internet. Ainda segundo o New York Times, as operações de espionagem não se dirigiam apenas aos criminosos locais, mas também às comunicações de altos líderes chineses. Foi descoberto que um telefonema entre Hu Jintao e o oficial anticorrupção Ma Wen, em agosto de 2011, foi espionado sob ordens de Bo. A revelação sobre a operação de espionagem resultou em intenso escrutínio da Comissão Central de Inspeção Disciplinar e contribuiu para a queda de Bo em 2012.

### Políticas sociais

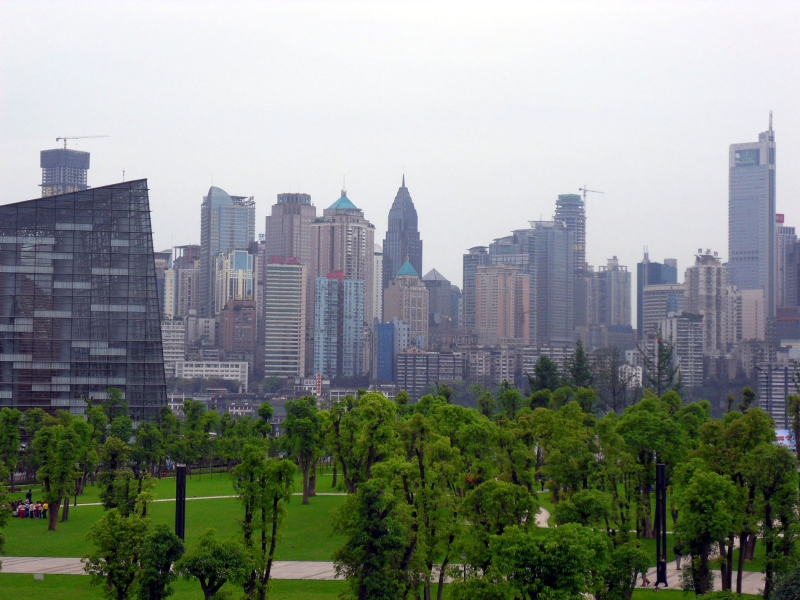
Sob o governo de Bo Xilai, milhões de árvores foram importadas e plantadas em Xunquim como parte de uma campanha para "esverdear" a cidade

Um marco do modelo de Xunquim foi a série de políticas sociais igualitárias destinadas a diminuir a distância entre ricos e pobres e a aliviar a divisão entre a sociedade rural e urbana. Bo promoveu a ideia de perseguir um "PIB vermelho" - um modelo econômico que personifica o igualitarismo comunista - e sugeriu que, se o desenvolvimento econômico fosse análogo a "assar um bolo", a tarefa principal seria dividir o bolo de forma justa, em vez de construir um bolo maior.
Para isso, a cidade alegadamente gastou US$ 15,8 bilhões em complexos de apartamentos públicos para serem usados por recém-formados, trabalhadores migrantes e residentes de baixa renda. Bo pretendia fornecer habitação para 2,4 milhões de habitantes até 2012. Os moradores cuja renda fosse inferior a 3.000 iuanes (480 dólares) por mês seriam elegíveis para alugar tais apartamentos por um período de três anos, com a possibilidade de comprar após esse tempo. Huang Qifan, que serviu como prefeito sob a liderança de Bo Xilai, indicou em 2010 que o projeto de habitações subsidiadas foi "projetado para liberar mais dinheiro para as pessoas consumirem e impulsionarem a economia", e observou que tomaria emprestado elementos do Conselho de Desenvolvimento Habitacional de Singapura. 
Em 2007, as cidades de Xunquim e Chengdu foram selecionadas para executar projetos-piloto destinados a mitigar a divisão rural-urbana e facilitar a integração dos residentes rurais nas cidades. Sob o sistema de registro hukou, os cidadãos são classificados como rurais ou urbanos - uma distinção que determina não apenas onde eles podem morar, mas também afeta oportunidades educacionais, impostos, direitos de propriedade e assim por diante. Dos 32 milhões de residentes de Xunquim, apenas 27% tinham certificados hukou do tipo urbano em 2007. O projeto de 2007 tornou mais fácil para os residentes rurais obterem status urbano - uma política destinada não apenas a ajudar a equilibrar a desigualdade, mas também a capacitar o governo a desenvolver terras rurais subutilizadas. Sob a liderança de Bo, Xunquim estabeleceu uma política de "trocas de terra", onde aldeias rurais poderiam ganhar créditos para maximizar as terras agrícolas. Bo prometeu levar três milhões de residentes rurais para as áreas urbanas.
A abordagem populista de Bo para a política social foi demonstrada durante as greves de táxi em novembro de 2008, onde mais de 8.000 taxistas saíram às ruas por dois dias em protestos por causa das altas taxas, competição desregulada e aumento do preço do combustível. Protestos desse tipo na China são frequentemente reprimidos - às vezes com força - com a mídia oficial às vezes culpando a manifestação dos trabalhadores por instigar tais ações. Em vez disso, o governo de Bo realizou uma série de reuniões com manifestantes e cidadãos e concordou em permitir a formação de um sindicato. Sua maneira de lidar com a situação lhe rendeu elogios como um líder comparativamente progressista. Um empresário que estaria envolvido na organização da greve foi condenado em 20 anos de prisão por interromper o transporte e gangsterismo.
O modelo de Xunquim também envolveu uma grande campanha para "esverdear" a cidade através de uma forte iniciativa de plantio de árvores. A cidade alegadamente importou milhões de árvores - muitas delas ginkgo biloba - como parte dessa campanha. O custo da iniciativa foi estimado em 10 bilhões de iuanes.

### Movimento de cultura vermelha
Durante seu tempo em Xunquim, Bo iniciou uma série de campanhas de estilo maoista com o objetivo de reviver a "cultura vermelha" e melhorar a moral pública. A iniciativa incluiu a promoção de citações maoistas, "cantando canções vermelhas" (Changhong), programação revolucionária de televisão e óperas, e iniciativas para incentivar os alunos a trabalhar no campo, semelhante à forma como foi exigido durante a Campanha de Envio ao Campo da Grande Revolução Cultural Proletária.
Antes das celebrações do 60º Aniversário da República Popular da China, por exemplo, Bo enviou "mensagens de texto vermelhas" para os 13 milhões de usuários de celular da cidade. De acordo com a Agência de Notícias Xinhua, as mensagens de texto de Bo eram geralmente citações do "Livro Vermelho", as Citações do Presidente Mao, e incluíam frases como "eu gosto de como o presidente Mao diz: o mundo é nosso, todos nós teremos que trabalhar juntos"  e "responsabilidade e seriedade podem conquistar o mundo, e os membros do Partido Comunista Chinês representam tais qualidades". Bo e sua equipe de administradores municipais também ergueram novas estátuas de Mao em Xunquim, ao mesmo tempo em que forneceram moradia social para os cidadãos menos favorecidos da cidade. Alguns estudiosos caracterizaram isso como um exemplo do renascimento do maoismo no ethos do comunismo chinês.
Em 2011, Bo e o Departamento de Mídia da cidade deram início à chamada "Campanha de Canções Vermelhas", que exigia que todos os distritos, departamentos do governo, empresas comerciais, instituições de ensino e estações de rádio e TV estatais começassem a "cantar canções vermelhas" elogiando as realizações do Partido Comunista da China. Bo prometeu revigorar a cidade com ideais marxistas reminiscentes da Era Mao.
As reações ao movimento da cultura vermelha foram diversos. A revitalização de Bo da cultura da era Mao e os programas de assistência social que a acompanhavam foram muito populares dentro de certos segmentos da sociedade e tornaram Bo bastante popular entre os marxistas e os esquerdistas. Um estudante citado no The Washington Post abraçou o espírito da campanha, afirmando: "Quando canto canções vermelhas, encontro um tipo de espírito que nunca senti ao cantar canções modernas... Se cercar de coisas materiais é apenas uma perda de tempo”. Um grupo de aposentados que participavam de uma rotina de música vermelha disse ao Los Angeles Times: "Nós conhecemos essas músicas de nossa juventude. Crescemos com o espírito revolucionário e queremos transmitir isso aos nossos filhos”. Outro afirmou que se sentia obrigado a participar como forma de agradecer ao Partido Comunista pelo grande crescimento da economia do país.
Por outro lado, a campanha foi inquietante para outros, especialmente a intelligentsia. Um advogado de 57 anos disse ao The Washington Post: "Eu vi os Guardas Vermelhos surrando professores. Foi horrível... Os jovens podem não reconhecer. Mas para nós que vivemos tais coisas, como podemos cantar?" Um acadêmico citado no The Daily Telegraph descreveu a campanha obrigatória como semelhante a ser "afogado em um mar vermelho". Em setembro de 2009, um oficial de nível médio da cidade cometeu suicídio após ser pressionado a organizar sua unidade de trabalho para participar da campanha das canções vermelhas. O oficial, Xie Dajun, teria discordado da campanha, que evocava dolorosas lembranças da Revolução Cultural. Os críticos e oponentes de Bo ironicamente se referiam a ele como "pequeno Mao", com alguns expressando preocupação com a semelhança da campanha da cultura vermelha à Revolução Cultural.

### Políticas econômicas

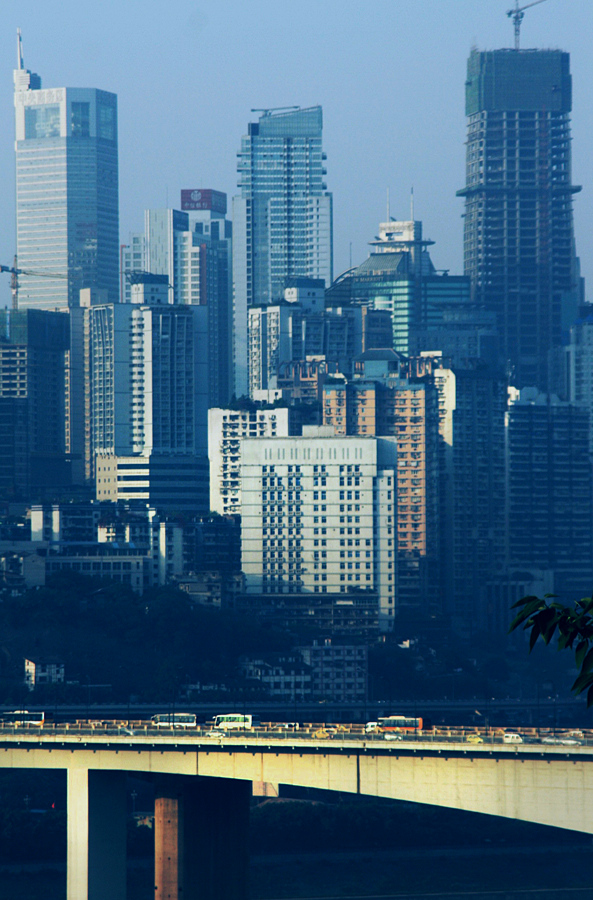
Visão do horizonte de Xunquim, 2011.

Outro componente importante do modelo de Xunquim diz respeito às políticas econômicas que foram implementadas na cidade. Desse modo, como fizera na província de Liaoning, Bo buscou ambiciosamente incentivar o investimento estrangeiro na cidade, reduzindo as alíquotas do imposto de renda corporativo (15% em relação à média nacional de 25%) e procurando estimular a rápida urbanização e industrialização. Ele também continuou com as políticas iniciadas por seus predecessores, que se concentravam no consumo interno, e não no crescimento impulsionado pelas exportações. O modelo de Xunquim também enfatizou a importância das empresas estatais; em 2010, Bo enfatizou que a China "[precisa] ter coisas que são de propriedade estatal".
Durante seu mandato, Xunquim relatou um crescimento anual do PIB muito superior à média nacional. Em 2008, por exemplo, o crescimento do PIB em todo o país foi relatado em 8%, enquanto Xunquim registrou 14,3%. No mesmo ano, o comércio externo cresceu 28% e os empréstimos bancários, 29%. Várias grandes corporações deram início ou ampliaram suas operações de manufatura em Xunquim, incluindo Hewlett-Packard, Foxconn, Ford, e BASF.
O modelo de crescimento econômico de Bo recebeu elogios nacionais e internacionais, mas também teve seus detratores. Em particular, o chamado "PIB vermelho" dos projetos de infraestrutura, habitação e obras públicas subsidiados foi criticado por elevar os déficits orçamentários da cidade. Um ex-chefe de uma associação comercial de Xunquim disse ao The Daily Telegraph que, sob Bo, "muitos funcionários não estavam recebendo seus salários na hora certa, recebendo uma nota promissória em seu lugar. Eventualmente a economia ia quebrar." Xunquim recebeu uma parcela desproporcionalmente maior de dinheiro do governo central em 2008, com US$ 34 bilhões indo para a cidade. Rivais políticos de Bo, como seu antecessor Wang Yang, também sugeriram que modelos econômicos como o de Xunquim eram "manipulados" - inflados artificialmente por meio de projetos desnecessários de construção e obras públicas.

## Reavaliações
O período de prosperidade política de Bo Xilai teve um fim abrupto quando seu chefe de polícia, Wang Lijun, fugiu para o consulado americano em Chengdu na esperança de obter asilo político. Wang informou o consulado com informações sobre a suposta má conduta de Bo, incluindo seu papel de obstruir as investigações sobre o homicídio de um cidadão britânico e sócio da família de Bo, Neil Heywood. Como consequência, Bo foi removido da liderança do partido em Xunquim em março de 2012 e suspenso do Politburo em abril de 2012.
Após a remoção de Bo Xilai de seus cargos oficiais, os líderes chineses começaram um esforço para desacreditá-lo. Em 14 de março, o premiê Wen Jiabao repreendeu Bo durante sua conferência anual para a imprensa. Wen considerou as conquistas de Xunquim "significativas", mas resultado de "múltiplas administrações", e não apenas do próprio Bo. Wen também fez numerosas alusões aos danos causados pela Revolução Cultural - uma repreensão indireta dos esforços de Bo para reviver a "cultura vermelha".
Aparentemente cauteloso com as associações à Revolução Cultural, foi iniciada uma campanha reprimindo as expressões de "cultura vermelha" que Bo havia defendido. A campanha "cripto-maoista" de cantar músicas vermelhas também foi interrompida. Por outro lado, outros aspectos do modelo de Xunquim - em particular as políticas sociais igualitárias, a educação subsidiada e os projetos de habitação de baixa renda - ganharam base e apoio popular. Pelo menos nesse aspecto, os sucessos do Modelo de Xunquim provavelmente serão lembrados e estudados, de acordo com o analista Wu Zhong.
Críticos afirmaram após a remoção de Bo, que a campanha "Striking Black" contra o crime organizado e a corrupção pode ter sido uma política "planejada para lançar uma luz negativa sobre seu antecessor e oponente político, Wang Yang, e tirar proveito do ressentimento popular contra a corrupção". Após a remoção de Bo, o novo vice-prefeito de Xunquim, He Ting, sinalizou que a força de segurança da cidade seria reformada. Alguns acadêmicos e ativistas expressaram esperança de que as sentenças de trabalho forçado sob o comando de Bo poderiam ser reexaminadas. Uma série de advogados de direito civil liderada por Liu Yang circulou uma carta aberta pela internet sugerindo uma revisão das sentenças criminais que foram aplicadas sob a administração de Bo. Logo após disso, Liu teria sido instruído a desistir desses esforços pelo Departamento de Assuntos Jurídicos de Pequim. O Washington Post informou que vários parentes de indivíduos detidos em meio à campanha começaram a buscar assessoria jurídica de grandes advogados de direito civil na esperança de que as sentenças fossem revogadas. A primeira pessoa a pedir reparação foi Fang Hong, um blogueiro dissidente que havia sido enviado a um ano em um campo de trabalho por ter escrito um poema zombando de Bo. Em maio de 2012, Fang entrou com um pedido para que seu veredito fosse revogado e pediu indenização ao tribunal. Sua apelação foi bem-sucedida, com uma decisão do tribunal de Xunquim ao final de junho de 2012 de que não havia provas suficientes para justificar sua detenção.
Autoridades também deram início a uma série de investigações sobre as políticas de gastos da cidade, incluindo a dispendiosa campanha de plantio de árvores. Logo após a remoção de Bo, o escritório de finanças e o escritório de planejamento econômico da cidade divulgaram um aviso urgente para que funcionários do governo e do partido na cidade "limpassem" projetos de investimento. Um funcionário do departamento financeiro da cidade indicou que a investigação se concentraria em "como o dinheiro foi levantado, gasto e gerenciado". No entanto, o Wall Street Journal informou que "não está claro se o escrutínio dos gastos de Xunquim se deve à preocupação com possíveis irregularidades, ou ao ônus da dívida da cidade, ou se é uma tentativa politicamente motivada de atacar o modelo de Bo".
Yang Fan, um importante estudioso da "Nova Esquerda" da Universidade de Ciência Política e Direito da China e coautor do livro The Chongqing Model, também sinalizou que uma reavaliação do modelo de Xunquim estaria em andamento, afirmando que "desde que um grande escândalo atingiu Xunquim, é imperativo darmos uma segunda olhada no modelo de Xunquim".
A queda de Bo, e as subsequentes reavaliações do modelo de Xunquim, foram vistas por alguns comentaristas como uma vitória do Modelo de Cantão de Wang Yang. Ao avaliar a queda, John Wagner Givens escreveu: "se há uma esperança entre a liderança da China, pode ser o antecessor do Sr. Bo, Wang Yang. Embora Wang não tenha o talento populista de Bo, ele parece ter feito algumas reformas políticas reais, ainda que pequenas."
Wu Jianlian, um economista liberal chinês, e Sun Jian, pesquisador do jornal do Partido Comunista Qiushi, alertaram que os blocos de interesse, como a Gangue dos Príncipes, não devem bloquear ou desfazer a reforma atual.
Zhou Lian, professor associado de filosofia na Universidade Renmin da China, e Ai Weiwei, um artista em Pequim, criticaram publicamente Bo e o modelo de Xunquim por estarem equivocados e reduzirem a confiança. Li Zhuang, um advogado que foi preso como parte da política "Black Striking", afirmou que "o modelo de Xunquim é problemático porque os líderes da cidade não cumprem com o estado de direito". Segundo Andrew J. Nathan, cientista político da Universidade de Columbia, "o risco para a China é que esse escândalo possa manchar a todos no poder e desafiar a legitimidade do regime". Além disso, afirmou: “Todas as piores coisas que você já imaginou são realmente verdade” e “não é como se ninguém soubesse sobre essas coisas, mas agora eles sabem que é realmente verdade e que é tão ruim quanto pode ser.”
Zhang Musheng, economista e jornalista, está liderando um novo movimento e está conquistando seguidores para um plano de adicionar freios e contrapesos ao Partido Comunista e aumentar significativamente os benefícios sociais. Os populistas buscam refazer o partido para que reflita a visão inicial do Presidente Mao. No entanto, o populismo ao estilo de Mao parece ser malvisto pela maioria dos atuais líderes chineses, e Bo, seu principal defensor, foi destruído pelo escândalo. Por causa disso, poucos comentaristas esperam que a China se refaça a curto prazo. E mesmo aqueles dentro da elite que são preparados para discutir mudanças importantes, incluindo a segunda geração da "Gangue dos Príncipes", têm interesse em proteger o status quo.